# 下條信輔
下條 信輔（しもじょう しんすけ、1955年4月1日 - ）は、日本の認知心理学者。カリフォルニア工科大学教授。実験心理学的な手法によって人間の認知過程（特に視覚）についての研究を行っている。
東京都生まれ。大学時代には第19次『新思潮』に参加し、小説を書いていた。

## 学歴
- 1978年 東京大学文学部心理学科卒業
- 1980年 東京大学大学院文学研究科修士課程修了
- 1985年 マサチューセッツ工科大学大学院博士課程修了Ph.D（実験心理学）

## 職歴
- 1989年　東京大学教養学部助教授
- 1997年　カリフォルニア工科大学准教授 （生物学・計算神経システム）
- 1998年　同教授

## 受賞
- 1991年 ベスト大会発表賞（日本認知科学会）
- 1999年 サントリー学芸賞（『＜意識＞とは何だろうか』を中心として）
- 2003年 時実利彦記念賞

## 著書
- 『まなざしの誕生　赤ちゃん学革命』新曜社、1989
- 『視覚の冒険: イリュージョンから認知科学へ』産業図書、1995
- 『サブリミナル・マインド: 潜在的人間観のゆくえ』中公新書、1996
- 『「意識」とは何だろうか　脳の来歴、知覚の錯誤』講談社現代新書、1999
- 『サブリミナル・インパクト 情動と潜在認知の現代』ちくま新書、2008
- 『ブラックボックス化する現代　変容する潜在認知』日本評論社、2017

### 共編著
- 『脳から心へ　高次機能の解明に挑む』 宮下保司共編岩波書店、1995
- 『サブリミナル・マインド　見失われた未来へ』タナカノリユキ共著　筑摩書房、2012
- 『〈こころ〉はどこから来て、どこへ行くのか』河合俊雄,中沢新一,広井良典,山極寿一共著 岩波書店 2016

### 翻訳
- G・バークリ『視覚新論』勁草書房、1990
- B・リベット『 マインド・タイム 脳と意識の時間』岩波書店、2005